# مسجد ايمان الدين الكبير
مسجد ايمان الدين الكبير (بالاندونيسية: Masjid Raya Imanuddin) يقع المسجد في بيراو في كالمنتان الشرقية، المسجد هو مسجد قديم والذي تشير التقديرات إلى أن عمره أكثر من 200 سنة، ويستند هذا على أدلة من نورال ابنة واحدة من ورثة السلطان جلال الدين محمد خليفة (1921 - 1950) الذي كان آخر سلاطين سلطنة غنونغ جبول .

## البناء
وفقا للأميرة نورال تم بناء مسجد ايمان الدين الكبير بالتزامن مع بناء القصر الإمبراطوري في عهد السلطان الأمير ريجنت سي بركات في القرن الثامن عشر الميلادي .

## المقاومة
خلال الحقبة الاستعمارية الهولندية واليابانية على حد سواء، كانت الأنشطة المضطلع بها المجتمع تقوم في مسجد ايمان الدين الكبير، وتم استخدامه من قبل العلماء لإحياء روح مكافحة استعمار المسلمين في ذلك الوقت، ثم خلال الحرب العالمية الثانية اندلعت قصفت القوات الجوية اليابانية سلطنة غنونغ جبول، وكان مسجد ايمان الدين الكبير هدف للقصف الموجه من قبل اليابانيين.